# Toshiaki Fushimi
Toshiaki Fushimi, född den 4 februari 1976 i Fukushima, Japan, är en japansk före detta tävlingscyklist som tog OS-silver i lagsprintscyklingen vid olympiska sommarspelen 2004 i Aten.